# Karol Herák
Karol Herák (* 12. prosince 1960) je bývalý slovenský fotbalista.

## Fotbalová kariéra
V československé lize hrál za Plastiku Nitra. V lize nastoupil v 29 utkáních a dal 2 góly. V nižších soutěžích hrál za Slovan Agro Levice.

## Ligová bilance
| Ročník                                   | Zápasy | Góly | Klub           |
| ---------------------------------------- | ------ | ---- | -------------- |
| 1. československá fotbalová liga 1983/84 | 6      | 0    | Plastika Nitra |
| 1. československá fotbalová liga 1986/87 | 16     | 2    | Plastika Nitra |
| 1. československá fotbalová liga 1987/88 | 7      | 0    | Plastika Nitra |
| CELKEM                                   | 29     | 2    |                |